# درخت بطری کوچک
درخت بطری کوچک(نام علمی: Brachychiton bidwillii) نام یک گونه از سرده درخت بطری است.